# Saint-Blaise (Haute-Savoie)
Saint-Blaise ist eine französische Gemeinde im Département Haute-Savoie in der Region Auvergne-Rhône-Alpes.

## Geographie

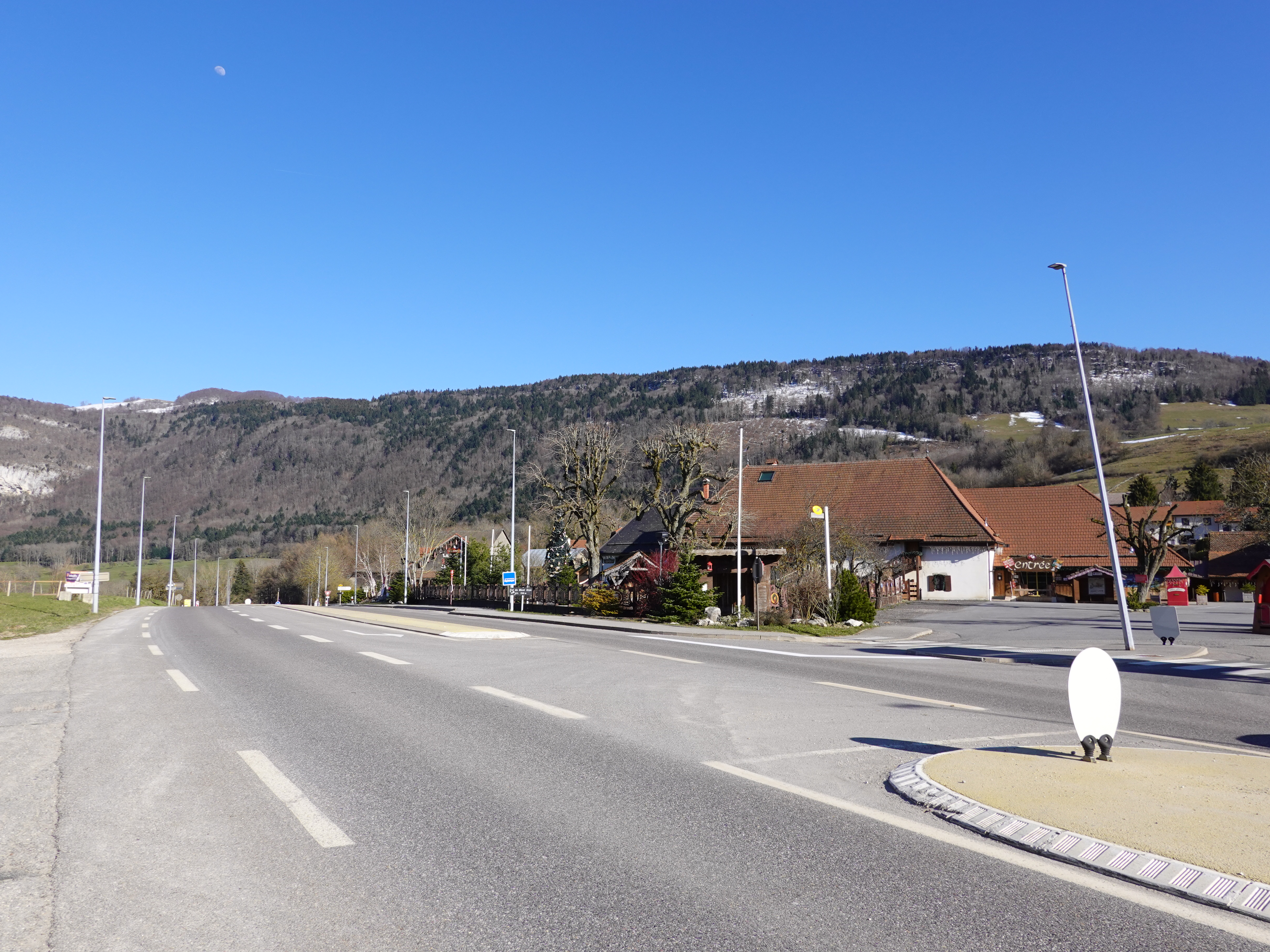
Cil du Mont Sion

Saint-Blaise liegt auf 864 m, etwa 18 Kilometer nördlich der Stadt Annecy (Luftlinie). Das Dorf erstreckt sich an aussichtsreicher Lage auf einem Geländevorsprung am Westabhang des Salève, nahe dem Col du Mont Sion, hoch über dem Tal der Usses, im Genevois.
Die Fläche des 2,55 km² großen Gemeindegebiets umfasst einen Abschnitt des Genevois. Das Gebiet erstreckt sich vom Col du Mont Sion südwärts auf das Plateau von Saint-Blaise und auf den bewaldeten, teilweise mit Felsbändern durchzogenen Höhenrücken des Salève. Hier wird mit 1188 m die höchste Erhebung von Saint-Blaise erreicht. Das Gemeindeareal wird zur Hauptsache durch den Ruisseau de la Férande zu den Usses entwässert.
Zu Saint-Blaise gehören der Weiler Lachenaz (1000 m) am Westhang des Salève sowie einige Einzelhöfe.
Nachbargemeinden von Saint-Blaise sind Présilly im Norden, Cruseilles im Osten, Copponex im Süden sowie Andilly im Westen.

## Geschichte
Die Ortschaft wird bereits im 10. Jahrhundert erstmals urkundlich erwähnt. Im Jahre 1860 wurde die Gemeinde dem Kanton Cruseilles zugeteilt, vorher gehörte sie zum Kanton Saint-Julien-en-Genevois.

## Bevölkerung
| Jahr                       | 1962 | 1968 | 1975 | 1982 | 1990 | 1999 | 2009 | 2020 |
| Einwohner                  | 142  | 118  | 120  | 107  | 132  | 198  | 272  | 358  |
| Quellen: Cassini und INSEE |      |      |      |      |      |      |      |      |

Mit 378 Einwohnern (Stand 1. Januar 2022) gehört Saint-Blaise zu den kleinen Gemeinden des Départements Haute-Savoie. Im Verlauf des 19. und 20. Jahrhunderts nahm die Einwohnerzahl aufgrund starker Abwanderung kontinuierlich ab (1861 wurden in Saint-Blaise noch 203 Einwohner gezählt). Seit Mitte der 1980er Jahre wurde dank der attraktiven Wohnlage jedoch wieder eine deutliche Bevölkerungszunahme verzeichnet.

## Sehenswürdigkeiten
Die Dorfkirche St. Blasius von Saint-Blaise stammt in ihrer heutigen Gestalt aus dem Jahr 1983, nachdem 1981 das alte Gebäude aus dem 19. Jahrhundert wegen großer Schäden abgebrochen werden musste. Lediglich der alte Turm blieb erhalten.

## Wirtschaft und Infrastruktur
Saint-Blaise ist noch heute ein vorwiegend durch die Landwirtschaft geprägtes Dorf. Daneben gibt es einige Betriebe des lokalen Kleingewerbes. Zahlreiche Erwerbstätige sind Wegpendler, die in den größeren Ortschaften der Umgebung sowie im Raum Annecy und Genf-Annemasse ihrer Arbeit nachgehen.
Die Ortschaft liegt abseits der größeren Durchgangsstraßen, ist aber verkehrsmäßig trotzdem gut erschlossen. Die Hauptzufahrt erfolgt von der Straße N201 am Col du Mont Sion. Weitere Straßenverbindungen bestehen mit Cruseilles und dem Mont Salève. Der nächste Anschluss an die Autobahnen A40 und A41 befindet sich in einer Entfernung von rund 10 km.

## Nachweise
1. ↑  Paroisse Sainte-Croix, Cruseilles: Église Saint Blaise (französisch)